# Ludacris
Christopher Brian Bridges (sinh ngày 11 tháng 9 năm 1977) với nghệ danh Ludacris, là một rapper và diễn viên người Mỹ. Cùng với người quản lý của mình, Chaka Zulu, Ludacris là người đồng sáng lập của Disturbing tha Peace, một chi nhánh phân phối của Def Jam Recordings. Trong sự nghiệp của mình, Ludacris đã giành được Screen Actors Guild, Critic's Choice, Grammy...

## Thời niên thiếu
Ludacris sinh tại Champagne, Illinois, là người con duy nhất của Roberta Shields và Wayne Brian Bridges. Bài hát rap đầu tiên của anh được sáng tác khi anh chín tuổi, lúc đó gia đình anh đã chuyển đến Atlanta và gia nhập một nhóm rap nghiệp dư ba năm sau đó. Anh đã học trường trung học Banneker ở Atlanta, Georgia. Từ năm 1998 đến năm 1999, Ludacris nghiên cứu sâu vào âm nhạc ở đại học bang Georgia. Tháng 2 năm 2007, ba ông mất vì căn bệnh ung thư..

## Sự nghiệp âm nhạc
Trở thành DJ, hợp tác với Timbaland 
Ludacris bắt đầu thực tập và trở thành một DJ tại "Atlanta Hot 97.5" (bây giờ có tên là "Hot 107.9) với nghệ danh là "Chris Lova Lova". 
Ludacris hợp tác với Timbaland trong ca khúc "Phat Rabbit" (thuộc album Tim's Bio: Life From Da Bassment). Ca khúc này đã thống trị nhiều bảng xếp hạng ở các nước.
Album Back For The First Time (2000)
Ludacris phát hành album đầu tay "Back For The First Time" vào tháng 10 năm 2000, được thực hiện bởi sự trợ giúp của Sessy Melia. Album này đạt vị trí thứ 4 trong Billboard Hot 200 của Mỹ, Một số đĩa đơn như là "Southern Hospitality" và "What's Your Fantasy". Ludacris đã có cuộc phỏng vấn trên MTV cùng với 4-Ize, I-20, Shawnna, Mục sư Troy, Timbaland, Trina, Foxy Brown, UGK, và những người khác. Ludacris đã nêu trong cuộc phỏng vấn ông đã đặt nghệ danh của mình dựa trên "tính cách phân chia" của ông rằng ông coi là "vô lý"và "lố bịch" ("ridiculous" và "ludicrous".
Word Of Mouf (2001) 
Album tiếp theo của ông là "Word Of Mouf", được phát hành vào cuối năm 2001. Single "Rollout (My Business)" đã nhận được đề cử cho Video Music Awards 2002. Những single tiếp theo là "Saturday (Oooh Oooh)" hợp tác với Sleepy Brown, "Move Bitch" hợp tác với I-20 và Mystikal, "Area Codes" hợp tác với "Nate Dogg".
 Chicken-N-Beer (2003) 
Mùa xuân năm 2003, Ludacris trở lại với single "Act A Fool", là nhạc phim "2 Fast 2 Furious". Vào khoảng thời gian đó, ông phát hành single đầu tiên "P-Poppin" (viết tắt của "Pussy Popping"). Tất cả những single mới của ông không được sự ủng hộ của thính giả như những single trước. "Chicken-N-Beer" được phát hành rộng rãi, nhưng số lượng album bán ra đã giảm nhanh chóng vì không có đĩa đơn nào phổ biến. Ông đã hợp tác với Playaz Circle, Chingy, Snoop Dogg, 8Ball & MJG, Lil 'Flip, I-20, Lil Fate, và Shawnna.
Mùa thu năm 2003, số lượng album đã tăng trở lại nhờ single "Stand Up" (hợp tác với Shawnna), và đồng thời là nhạc phim cho một bộ phim dành cho giới trẻ có tên là "You Got Served". "Stand Up" được rapper nổi tiếng Kanye West tài trợ, và là một trong những single hit nhất trong sự nghiệp của ông. Ludacris đã bị kiện bởi một nhóm gọi là New Jersey IOF người tuyên bố rằng "Stand Up" được sử dụng một cái móc từ một trong những bài hát của họ, nhưng vào tháng 6 năm 2006, một ban giám khảo thấy rằng bài hát không vi phạm quyền tác giả. "Tôi hy vọng các nguyên đơn của họ được hưởng 15 phút của sự nổi tiếng," Ludacris cho biết sau khi bản án. 
Ludacris nhận được giải Grammy đầu tiên nhờ ca khúc "Yeah!" của Usher (hợp tác với Lil Jon và Ludacris).
 The Red Light District (2004) 
Sohail Khalid đã tài trợ cho Ludacris album này. Album này có sự góp mặt của một số nghệ sĩ nổi tiếng như T.I, Lil Flip, Bun B... Alubm đã được đặt ở vị trí số chín trong các album được mong đợi nhất của năm 2006,. The Red Light District phát hành 2 phiên bản là album chính và album bổ sung. Các album bổ sung đã được phát hành vào ngày 26 tháng 9 năm 2006. Ở album chính, ông đã hợp tác với Pharrell Williams, R. Kelly, Young Jeezy, Mary J. Blige, Mob Field, Bobby Valentino, Pimp C, C Murder-, và Beanie Sigel. Đĩa đơn đầu tiên, "Money Maker", hợp tác với Pharrell Williams, được phát hành đến các đại lý phát thanh Mỹ vào ngày 17 Tháng 7, 2006. Đĩa đơn thứ hai của ông, "Grew Up A Screw Up", hợp tác với Young Jeezy, xua tan những tin đồn rằng hai người đang hoặc đã từng tranh chấp. Single thứ ba của ông, "Runaway Love", sớm đạt vị trí số một trên bảng xếp hạng Billboard Hot Rap Tracks và chiến thắng một đề cử của giải thưởng BET. Album của ông đạt đến số một trên bảng xếp hạng Billboard 200 với số lượng bán 309.000 trong tuần đầu tiên. Với việc phát hành album này, Ludacris đánh dấu một sự thay đổi trong phong cách trong sự nghiệp của mình. Để quảng bá cho album, Ludacris trở lại Saturday Night Live (như cả chủ nhà và khách âm nhạc) trên 18 Tháng 11, 2006.
 Theater Of The Mind (2008) 

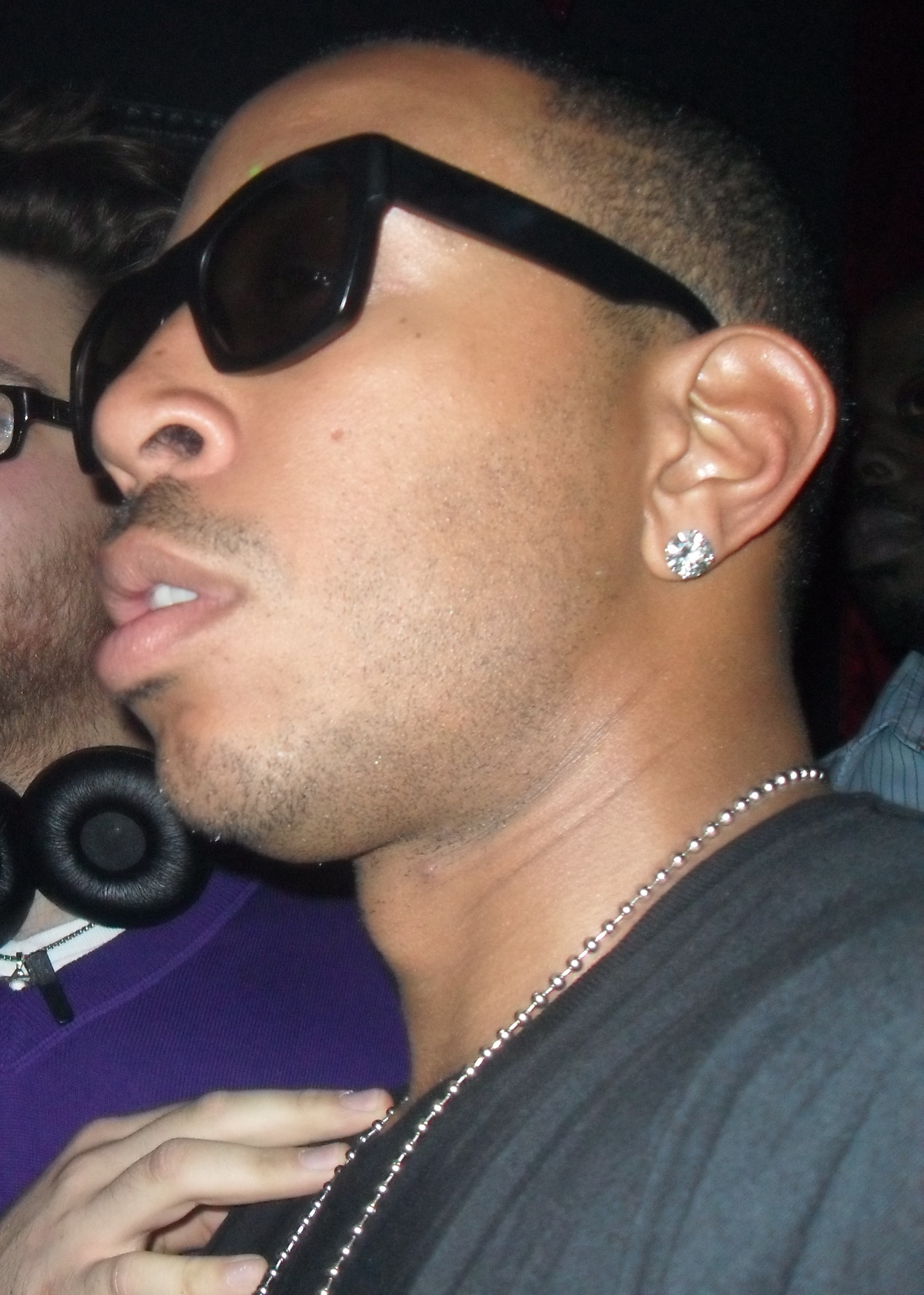
Ludacris trong tour diễn năm mới 2011 ở quán đêm Miami Beach

Theater Of Mind, phát hành vào ngày 24 Tháng Mười Một năm 2008, và trong năm 2008 Tháng tư, các single "Let's Stay Together" xuất hiện trên xxlmag.com; được cho là từ các album mới Một bài hát gọi là "Pinky Shinin" đã được dự kiến sẽ có trong album, nhưng nó đã bị bỏ. Trong một cuộc phỏng vấn với tạp chí Complex ông nói rằng Chris Brown, Lil Wayne, Rick Ross, TI, Plies, T-Pain, Jay-Z, Nas và The Game sẽ có trong album. Album này đứng vị trí thứ năm trên bảng xếp hạng Billboard 200 với 213.493 được bán đầu tiên trong tuần. Album được phát hành cùng ngày với 808s của Kanye West & Heartbreak. Đĩa đơn đầu "What Them Girls Like" (hợp tác với Chris Brown và Sean Garett). Đĩa đơn thứ hai, "One More Drink", hợp tác T-Pain, đạt vị trí # 24 trên Billboard 100 của ông. Địa đơn là "Nasty Girl", hợp tác với Plies. Ông khẳng định một "phần tiếp theo" có tiêu đề Ludaversal do được phát hành vào năm 2011.
 Battle Of The Sexes 
Album phòng thu thứ 7 được phát hành ngày 09 tháng 3 năm 2010, với single đầu tiên là "Everybody Drunk" hợp tác với Lil Scrappy và Shawnna. Việc chính thức phát hành đĩa đơn đầu tiên từ "Battle Of The Sexes" là "How Low", được phát hành vào ngày 08 Tháng 12 năm 2009. Single tiếp theo là "My Chick Bad" (hợp tác với Nicki Minaj) phát hành vào ngày 23 Tháng 2 năm 2010. Đĩa đơn thứ ba là "Sex Room", vươn lên hạng 69 trên bảng xếp hạng Billboard 100. Battle Of The Sexes vào bảng xếp hạng ở vị trí số 1, với 137.000 doanh số bán hàng trong tuần đầu tiên. Album này hiện đang được chứng nhận vàng. [16] 
[Sửa] Ludaversal (2012) 
Vào ngày 15 tháng 8 năm 2010, Ludacris tweeted rằng ông hiện đang trở lại trong phòng thu với The Neptunes làm việc trong album studio thứ tám của ông, Ludaversal, "phần tiếp theo" của album "Theater Of Mind".

 Bảng xếp hạng Billboard 
Ludacris có đến 22 đĩa đơn lọt vào bảng xếp hạng Billboard Hot 100.
- What's Your Fantasy? (hợp tác với Shawnna)

Vị trí cao nhất: 21
- Area Code (hợp tác với Nate Dogg)

Vị trí cao nhất: 24
- Southern Hospitality

Vị trí cao nhất: 23
- Saturday (Oooh! Oooh!) (hợp tác với Sleepy Brown)

Vị trí cao nhất: 22
- Roll Out (My Business)

Vị trí cao nhất: 17
- Move B**h (hợp tác với Mystikal và Infamous 2.0)

Vị trí cao nhất: 10
- Stand Up (hợp tác với Shawnna)

Vị trí cao nhất: 1
- Act A Fool

Vị trí cao nhất: 32
- Diamond In The Back

Vị trí cao nhất: 94
- Money Maker (hợp tác với Pharell)

Vị trí cao nhất: 1
- Runaway Love (hợp tác với Mary J. Blige)

Vị trí cao nhất: 2
- Splash Waterfall

Vị trí cao nhất: 6
- How Low

Vị trí cao nhất: 6
- Pimpin' All The World (hợp tác với Bobby Valentino)

Vị trí cao nhất: 9
- My Chick Bad (hợp tác với Nicki Minaj)

Vị trí cao nhất: 11
- Get Back

Vị trí cao nhất: 13
- Number One Spot

Vị trí cao nhất: 19
- One More Drink (hợp tác với T-Pain)

Vị trí cao nhất: 24
- What Them Girls Like (hợp tác với Chris Brown và Sean Garrett)

Vị trí cao nhất: 33
- Georgia (hợp tác với Field Mob và Jamie Foxx)

Vị trí cao nhất: 39
- Last Of A Dying Breed (hợp tác với Lil Wayne)

Vị trí cao nhất: 65
- Sex Room (hợp tác với Trey Songz)

Vị trí cao nhất: 69 

## Phim ảnh
| Film       | Film                              | Film                               | Film                                                             |
| Năm        | Tên phim                          | Vai diễn                           | Chú thích                                                        |
| ---------- | --------------------------------- | ---------------------------------- | ---------------------------------------------------------------- |
| 2001       | The Wash                          | as a customer 1                    | Vai phụ                                                          |
| 2003       | 2 Fast 2 Furious                  | Tej                                | Vai chính                                                        |
| 2003       | Lil' Pimp                         | Weathers                           | Supporting Role / Voice                                          |
| 2003       | Paper Chasers                     | Chính mình                         | Một bộ phim tài liệu nói về Hip-hip, đạo diễn bởi Maxie Collier. |
| 2004       | Crash                             | Anthony                            | Vai chính                                                        |
| 2005       | Hustle & Flow                     | Skinny Black                       | Vai phụ chính                                                    |
| 2006       | The Heart of the Game             | narrator                           | Vai chính                                                        |
| 2007       | American Hustle                   | himself                            | Vai phụ                                                          |
| 2007       | Fred Claus                        | DJ Donnie                          | Vai phụ chính                                                    |
| 2008       | RocknRolla                        | Mickey                             | Vai chính                                                        |
| 2008       | Max Payne                         | Jim Bravura                        | Vai phụ chính                                                    |
| 2009       | Ball Don't Lie                    | Julius                             | Vai chính                                                        |
| 2009       | Gamer                             | Humanz Brother                     | Vai chính                                                        |
| 2010       | Repo Men                          | Man whose heart is being restarted | Vai phụ                                                          |
| 2011       | Fast Five                         | Tej                                | Vai chính                                                        |
| 2011       | No Strings Attached               | Wallace                            | Vai phụ chính                                                    |
| 2013       | Fast & Furious 6                  | Tej                                | Vai chính                                                        |
| 2015       | Fast & Furious 7                  | Tej                                | Vai chính                                                        |
| 2017       | F8                                | Tej                                | Vai chính                                                        |
| 2021       | Fast & Furious 9: Legend of Speed | Tej                                | Vai chính                                                        |
| Television |                                   |                                    |                                                                  |
| Năm        | Tên phim                          | Vai diễn                           | Chú thích                                                        |
| 2006       | Law & Order: Special Victims Unit | Darius Parker                      | "Venom" (season 7, episode 157)                                  |
| 2007       | The Simpsons                      | Chính mình                         | "You Kent Always Say What You Want" (season 18, episode 22)      |
| 2007       | Law & Order: Special Victims Unit | Darius Parker                      | "Screwed" (season 8, episode 183)                                |

## Liên kết khác
- Official Def Jam Site
- Ludacris trên MTV

Bản mẫu:Ludacris
Bản mẫu:Def Jam South